# Adolfo Arenaza Basanta
Adolfo Arenaza Basanta (Bilbao) va ser un empresari i polític espanyol, procurador a Corts durant la dictadura franquista. Militant albiñanista biscaí, pertanyent al Partit Nacionalista Español durant la Segona República. Durant la Guerra Civil Espanyola va servir d'enllaç del general Mola. Va ser el fundador de la productora cinematogràfica Hércules Films. Va ser Procurador de representació sindical en la I Legislatura de les Corts Espanyoles (1943-1946) pels empresaris del Sindicat Nacional de l'Espectacle.